# Офросимов, Илья Фёдорович
Илья Фёдорович Офросимов (1827—1892) — русский генерал, начальник 10-й кавалерийской дивизии.

## Биография
Из дворян. Родился в 1827 году и был сыном Орловского губернского предводителя дворянства Ф. А. Афросимова. В 1845 году, по окончании курса в Школе гвардейских подпрапорщиков и кавалерийских юнкеров, был произведён в корнеты и назначен в Лейб-гвардии Гусарский его величества полк, в котором и прослужил двадцать лет, причём в полковники был произведён в 1861 году, а в 1864 был назначен командиром дивизиона. Назначенный в следующем году командиром 9-го Бугского уланского полка, Офросимов в 1873 году был произведён в генерал-майоры, а затем назначен командиром 2-й бригады 5-й кавалерийской дивизии; потом командовал 10-й кавалерийской дивизией.
Во время русско-турецкой войны 1877—1878 гг. Офросимов состоял начальником Ялтинского военного отдела, а по окончании войны был назначен начальником Чугуевского военного полугоспиталя. Произведённый в 1883 году в генерал-лейтенанты, он был зачислен в запас по армейской кавалерии. Офросимов несколько раз был губернским и уездным гласным в Орловском губернском и Севском уездном земствах. Кроме того, он состоял почётным мировым судьёй Севского округа Орловской губернии и Дмитриевского округа Курской губернии.
Офросимов был близко знаком с поэтом А. А. Фетом; ему и его дочери, Лидии Ильиничне, Фет посвятил два стихотворения.
И. Ф. Офросимов умер в Москве 19 (31) марта 1892 года. Погребён в своём имении, селе Большое Кричино Дмитровского уезда Орловской губернии.

## Источник
- Офросимов, Илья Федорович // Русский биографический словарь : в 25 томах. — СПб.—М., 1896—1918.